# Maria Antonescu
Maria Antonescu, nascida Maria Niculescu (Calafat, 3 de novembro de 1892 — Bucareste, 18 de outubro de 1964) foi uma socialite e esposa do autoritário primeiro-ministro e Conducător Ion Antonescu.  Residente de longa data da França, ela foi casada duas vezes antes de seu casamento com Antonescu, e tornou-se especialmente conhecida por sua liderança de uma organização de caridade. Esta organização lucrou significativamente pelas políticas antissemitas dirigidas contra os judeus romenos e, especialmente, a partir da deportação dos judeus bessárabes na Transnístria, tomando várias centenas de milhões de leus resultante de confiscos e extorsões arbitrárias.
Presa logo após o golpe de agosto de 1944 que derrubou seu marido, Maria Antonescu foi brevemente prisioneira de guerra na União Soviética e, depois de um período de incerteza, julgada e condenada pelo novo regime comunista, sob a acusação de crimes econômicos (peculato). Encarcerada por cinco anos e depois incluída nas deportações de Bărăgan, ela passou os últimos anos da sua vida sob exílio interno em Borduşani.